# Яков Марґі
Яков Марґі (івр. יעקב מרגי; нар. 18 листопада 1960, Марокко) — ізраїльський політик, депутат кнесету 16, 17, 18, 19, 20 скликання, колишній міністр у справах релігій Ізраїлю (2009—2013).

## Життєпис
Яков Марґі народився 18 листопада 1960 року в Марокко, у 1962 році репатріювався до Ізраїлю. Марґі служив в Армії оборони Ізраїлю. У період з 1993 по 2003 рік працював головою релігійного комітету в Беер-Шеві. З 2001 року обіймає посаду генерального директора «ШАС».
2003 року вперше був обраний до Кнесету (16 скликання), був в комісії з науки і технології, особливої комісії у справах іноземних робітників, комісії за зверненнями громадян та комісії з прав дитини.
2006 року Марґі переобрали в кнесет 17-го скликання, працював у складі фінансової комісії, спільної комісії по бюджету оборони, комісії з внутрішніх справ і захист навколишнього середовища, комісії за зверненнями громадян, комісії з прав дитини, комісії Кнесету, комісії із закордонних справ і безпеки та комісії з питань етики. Крім того, Марґі був головою комісії кнесету.
У сформованому Беньяміном Нетаньягу уряді (2009) у період 31 березня 2009 — 18 березня 2013 Марґі займав посаду міністра у справах релігій.
У лютому 2016 року Яков Марґі відвідав територію окупованого Криму з порушенням вимог чинного законодавства України, та вів переговори з окупаційною владою.

## Особисте життя
Марґі одружений, має двох дітей, живе в мошаві Сде-Цві.